# Tiroteo de Vaughan de 2022
El tiroteo de Vaughan de 2022 ocurrió el 18 de diciembre de 2022, cuando se produjo un tiroteo masivo en la torre de condominios Bellaria Residences en Vaughan, un suburbio al norte de Toronto, Ontario, Canadá. Seis personas murieron, incluido el pistolero, Francesco Villi, de 73 años, quien fue asesinado a tiros por agentes de policía que respondieron. Otra persona fue hospitalizada con lesiones graves pero que no amenazan su vida.

## Tiroteo
Los oficiales respondieron a un informe de un tiroteo activo en un edificio de apartamentos en Vaughan alrededor de las 7:20 p. m. Al llegar, descubrieron múltiples víctimas. El edificio, conocido como Bellaria Residences, está ubicado en 9235 Jane Street. Las víctimas fueron encontradas en varios pisos del edificio, después de que el pistolero pareciera apuntar a tres unidades separadas. El pistolero fue localizado en un piso separado de las víctimas.
El pistolero, Francesco Villi, fue identificado como residente del edificio y se informó que había usado una pistola semiautomática.

## Víctimas
Todas las víctimas eran residentes del edificio. Entre los muertos había tres hombres y dos mujeres. Eran Rita Camilleri, de 57 años, y su esposo Vittorio Panza, de 79; Russell Manock, de 75 años, y su esposa Lorraine, de 71; y Naveed Dada, de 59 años. Una mujer de 66 años también resultó gravemente herida y fue hospitalizada. Camilleri, Russell Manock y Dada eran miembros de la junta directiva del condominio.

## Perpetrador
La policía identificó al pistolero como Francesco Villi, de 73 años, quien fue asesinado por la policía en un pasillo en el tercer piso del edificio. Algunos de los residentes del edificio afirman que Villi había estado involucrado en un desacuerdo con la junta directiva del condominio.
Villi declaró que se estaba enfermando por los electroimanes que salían del generador eléctrico que vivía arriba. Tenía una nota médica de su médico.
Los documentos judiciales también muestran que Villi demandó a seis directores y funcionarios de la junta del condominio en 2020, alegando que los directores le habían causado deliberadamente cinco años de «tormento» y «tortura», con referencia a una sala eléctrica debajo de su apartamento. Solicitó un total de 8 100 000 dólares canadienses por daños y perjuicios. El juez «golpeó» el caso «sin permiso para enmendar» en 2022, dictaminando que era «frívolo y/o vejatorio». También le dio a Villi 30 días para pagar $ 2500 en costos judiciales.
La junta del condominio había obtenido una orden de restricción contra Villi en 2018. Estaba previsto que regresara a la corte el 19 de diciembre, ya que la junta buscaba que lo desalojaran por ser una molestia.
En respuesta al incidente del tiroteo, las tres hijas separadas de Villi emitieron un comunicado expresando sus condolencias, y también su conmoción y angustia por lo que había sucedido. Describieron a su padre como teniendo «una personalidad agresiva, tipo 'Jekyll y Hyde'».

## Consecuencias
La unidad de homicidios de la Policía Regional de York y la Unidad de Investigaciones Especiales de Ontario están investigando el incidente.
El alcalde de Vaughan, Steven Del Duca, y el primer ministro de Ontario, Doug Ford, ofrecieron sus condolencias. Del Duca también ordenó que todas las banderas ondearan a media asta en todos los edificios de la ciudad. El primer ministro Justin Trudeau emitió un comunicado ofreciendo sus condolencias y su agradecimiento por la respuesta de los primeros en responder.
Más de 150 personas asistieron a una vigilia con velas a las cinco víctimas, en la noche del 21 de diciembre.